# Edwin Koller
Karl Edwin Koller (* 28. Mai 1921; † 5. August 2005) war ein Schweizer Politiker.
Der Höhepunkt seiner politischen Karriere war das Amt des St. Galler Regierungsrates.
Viermal präsidierte Edwin Koller die Kantonsregierung St. Gallen als Landammann. Er war zwischen 1964 und 1988 Vorsteher des Departementes des Innern und des Militärdepartementes.
Unter Koller wurde die Volkswahl der Ständeräte eingeführt, die Mitgliederzahl des Grossen Rats auf 180 fixiert und ein Gesetz über Urnenabstimmungen mit der damals gesamtschweizerisch erleichterten Stimmabgabe eingeführt.